# Bilen (Volk)

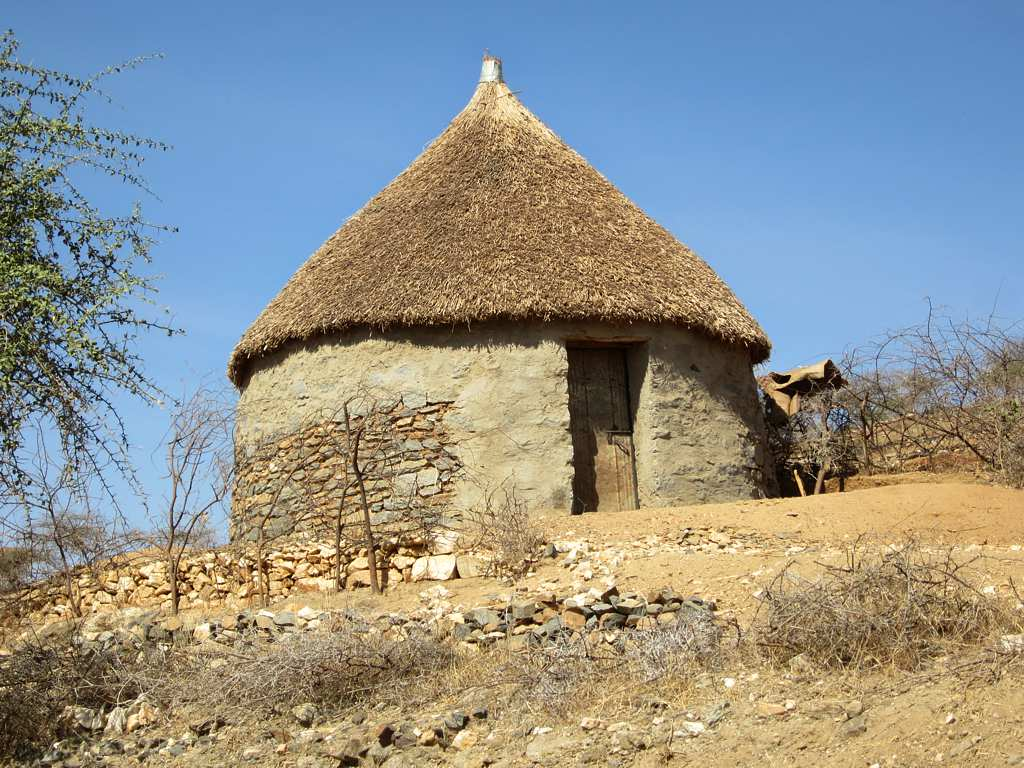
Ein Haus der Bilen

Die Bilen oder Blin (Alternative Namen: Bogos, Bilayn, Bilin, Balen, Beleni, Belen, Bilein, Bileno, oder Nord Agaw) sind ein hamitisches Hirtenvolk aus Eritrea. Sie wohnen auf dem im Norden von Abessinien gelegenen, etwa 1200 Meter hohen Plateau und Bergland, welches bis 16½° nördlicher Breite reicht, sich hier in Terrassen abstuft, im Osten steil in die Küstenebene abfällt und sich im Westen zu der Ebene des Barka hinabsenkt.
Sie sprechen die Sprache Blin/Bilen und sind zu 50–55 % sunnitische Muslime. Der Rest sind überwiegend katholische Christen.
Der Hauptfluss des Landes ist der Anseba (Ain-Saba), welcher in Nord- und Nordwestrichtung fließt und sich mit dem gegen Norden fließenden Barka vereinigt.
Das Land besitzt eine reiche Flora und Fauna, gewaltige Baobabbäume, Sykomoren und Tamarinden, Rhinozerosse, Elefanten, Büffel, Antilopen und Wildschweine, selbst Löwen, Leoparden, wilde Katzen, Wölfe, Schakale, Hyänen, Schlangen und Schildkröten. Das Klima gehört zu den mildesten und angenehmsten in Afrika; die Regenzeit tritt zweimal ein, dauert aber nur zwei Monate.
Die Bilen sind zuerst durch den Schweizer Werner Munzinger (1855 bis 1860) und die ostafrikanische Expedition unter Theodor von Heuglin (1861) sowie durch die Reise des Herzogs Ernst von Coburg-Gotha (1862) näher bekannt geworden.